# Externalitat

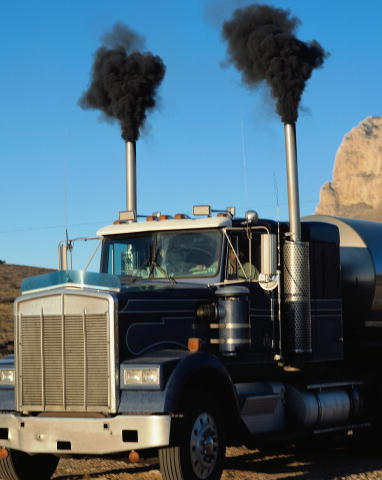
La pol·lució generada pels vehicles és una externalitat

Les externalitats són en la teoria econòmica els efectes negatius o positius de la producció o del consum d'un bé que tenen una incidència sobre el seu entorn, sense que l'empresa productora en porti tot el cost ni el repercuteixi en els preus de mercat.
Externalitats afecten tots indiferentment, també els actors econòmics (persones o empreses) que no són implicats en el contracte de compravenda, que va causar els efectes. Aquest és el cas d'emissions de gasos tòxics a l'atmosfera, que perjudiquen tota la humanitat però per les quals el productor no paga res. Pel costat dels beneficis es podria trobar el renaixement urbanístic d'un barri arruïnat, després de l'arribada d'una empresa que col·loca moltes persones o després de la construcció d'una infraestructura de transport.
Sobretot les externalitats negatives són subjecte de crítica. Així es va dir que l'electricitat nuclear només és a bon preu, perquè un part major dels costs (tractament de residus, protecció d'instal·lacions obsoletes...) són assumits per la col·lectivitat i les generacions futures. A poc a poc, es tendeix a internalitzar les externalitats negatives. Si abans tothom (l'estat, el contribuent) pagava pel tractament dels residus d'embalatge, avui en molts països s'inclou una petita aportació al preu final pel reciclatge i el tractament, segons el principi que el preu de venda ha de ser un «preu veritat» que fa compte del «cost veritat» d'un producte.